# عريمة

عريمة بلدة ومركز ناحية تابعة لمنطقة الباب في محافظة حلب في سوريا. تقع شرق مدينة حلب. بلغ عدد سكان الناحية 32,041 نسمة حسب تعداد عام 2004.
خلال الحرب الأهلية السورية، سيطرت المعارضة السورية على البلدة، ثم انتزعها تنظيم داعش. بعد ذلك سلمها داعش للميليشيات الكردية. في 25 كانون الأول 2018، وتحت ضغط التهديد التركي بشن حرب لطرد الميليشيات الكردية، سلمت الميليشيات هذه البلدة لقوات الجيش العربي السوري.